# Augusto Comas y Arqués
Augusto Comas y Arqués (Madrid, 2 de febrer de 1834 - Madrid, 18 d'agost de 1900) fou un jurista i polític madrileny, d'origen català. Els seus eren naturals de Pineda de Mar i Tarragona, respectivament.

## Formació i carrera acadèmica
El 1856 es va llicenciar en Filosofia i Jurisprudència a la Universitat Central. El 1861 es va doctorar en Administració i el 1862 en Dret. Aquest mateix any va ser nomenat catedràtic a la Universitat de València i més tard també ho fou a la Central de la qual també va ser nomenat degà posteriorment.

## Vida professional i política
Va exercir d'advocat entre altres càrrecs de l'administració. Va ser elegit diputat pel districte d'A Cañiza a les Eleccions generals espanyoles d'agost de 1872 i a partir de 1881 senador per la Universitat de València i més tard ja com a senador vitalici, càrrec que va ocupar fins al 1900.

## Altres
Va morir a l'edat de 66 anys. El seu fill Augusto Comas y Blanco va ser pintor i també diputat.